# Dépôt de la foi
Pour la constitution apostolique, voir Fidei depositum (constitution apostolique).

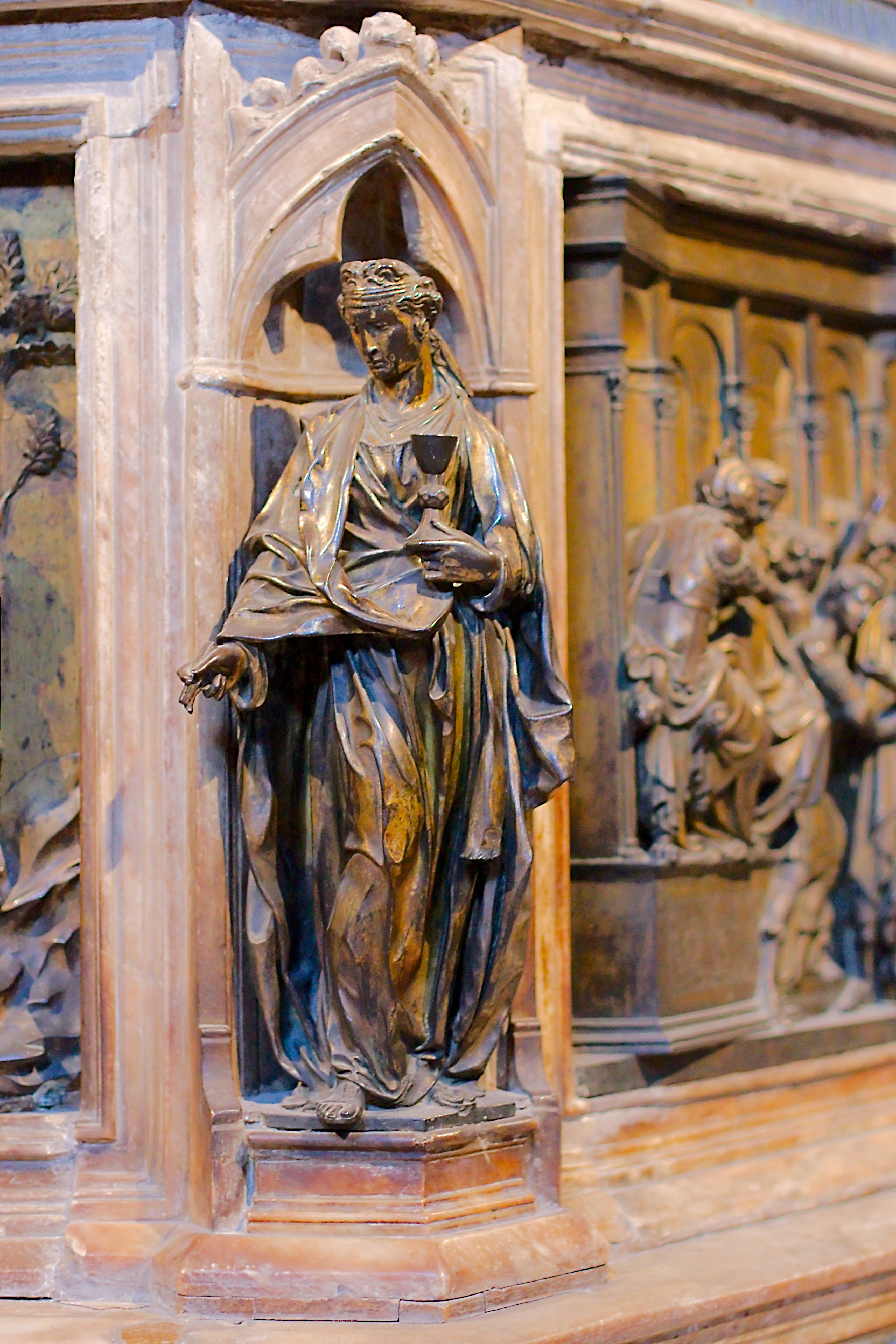
La Foi, par Donatello, baptistère San Giovanni (Sienne).

Le dépôt de la foi (en latin : Fidei depositum ou Depositum fidei) est pour l'Église catholique l'ensemble des enseignements professés par Jésus-Christ et transmis par ses apôtres. Il réunit les vérités contenues dans la Révélation et représente la quintessence de la foi chrétienne. Ses fondements sont la Bible et la Tradition.

## Définition dans le catholicisme
Pour le catholicisme, le dépôt de la foi ne se limite pas à la Bible, mais il se situe tout entier sous son autorité, car l'Écriture requiert un développement vivant par la communion de l'Église, inspirée par le Saint-Esprit. Le dépôt de la foi est donc constitué par la synthèse de l'Écriture, de la Tradition, du Magistère de l'Église catholique, et de l'héritage spirituel des Pères de l'Église et des saints.
Ainsi le concile Vatican II réaffirme-t-il dans sa constitution dogmatique Dei Verbum que la Tradition explique les Écritures :
« La sainte Tradition et la sainte Écriture constituent un unique dépôt sacré de la parole de Dieu, confié à l'Église. […] Il est donc clair que la sainte Tradition, la sainte Écriture et le magistère de l'Église, par une très sage disposition de Dieu, sont tellement reliés et solidaires entre eux qu'aucune de ces réalités ne subsiste sans les autres, et que toutes ensemble, chacune à sa façon, sous l'action du seul Esprit Saint, contribuent efficacement au salut des âmes ».
De même, en 1992, lorsqu'il rédige une constitution apostolique pour accompagner le Catéchisme de l'Église catholique, Jean-Paul II choisit de l'intituler Fidei depositum. Il décrit ce dépôt de la foi que doit transmettre le nouveau catéchisme : « l'enseignement de l'Écriture sainte, de la Tradition vivante dans l'Église et du Magistère authentique, de même que l'héritage spirituel des Pères, des saints et des saintes de l'Église, […] des explications de la doctrine que le Saint-Esprit a suggérées à l'Église au cours des temps […], la foi étant toujours la même ». Le Catéchisme de l'Église catholique résume cette définition dans les mêmes termes que Dei Verbum : « La Sainte Tradition et la Sainte Écriture constituent un unique dépôt sacré de la parole de Dieu » (par. 97).
Rien ne saurait être ajouté ou retranché par rapport au dépôt de la foi, car le Christ « est la Parole unique, parfaite et indépassable du Père » : la Rédemption a eu lieu une fois pour toutes, et la Révélation est achevée, définitive. Dieu a « tout dit en son Verbe » et la Révélation n'a pas à être complétée ni renouvelée : il appartient à la foi de l'expliciter et d'« en saisir graduellement toute la portée ».
A contrario, les révélations dites « privées » n'appartiennent pas au dépôt de la foi.